# Tiny Computers
Tiny Computers Ltd. – brytyjskie przedsiębiorstwo informatyczne, z siedzibą w Redhill Business Park w Surrey w Wielkiej Brytanii.
Zajmowało się produkcją sprzętu komputerowego i oprogramowania. Największą sprzedaż osiągnęło na początku lat 90., później wahała się i wzrosła w 1998 po wyprodukowaniu komputerów multimedialnych z Windows 98 i procesorami INTeL Pentium II, a także akceleratorami graficznymi. W 2000 roku sprzedaż zaczęła spadać, a w 2002 spółka zbankrutowała.